# Bonaventure (Schiff, 1940)
HMS Bonaventure war ein britischer Leichter Kreuzer der Dido-Klasse während des Zweiten Weltkriegs. Sie wurde als erster Kreuzer der Klasse am 24. Mai 1940 in den Dienst der Royal Navy übernommen.
Die Bonaventure war auch der erste Kriegsverlust der Klasse, als sie am 31. März 1941 durch ein italienisches U-Boot im Mittelmeer versenkt wurde.

## Bau
Die Bonaventure wurde auf der Werft von Scotts Shipbuilding and Engineering Company in Greenock am Clyde gebaut. Am 30. August 1937 erfolgte die Kiellegung des aus dem Haushalt 1937 finanzierten Kreuzers, der zur sieben Neubauten umfassenden ersten Bestellung vom 21. März 1937 gehörte. Der Stapellauf des Schiffes erfolgte am 19. April 1939 und am 24. Mai 1940 kam die Bonaventure als erster Kreuzer der neuen Klasse in den Dienst der Navy. Sie war schon das zehnte Schiff der Royal Navy mit diesem Namen, den zuletzt ein Geschützter Kreuzer der Astraea-Klasse getragen hatte, der 1892 vom Stapel gelaufen, seit 1910 als Basisschiff für U-Boote genutzt und 1920 abgewrackt worden war.
Die Bauwerft wurde auch beiden den beiden folgenden Aufträgen für Kreuzer der Dido-Klasse berücksichtigt und begann so noch am 19. April 1939 den Bau der Scylla, die schließlich eine abweichende Hauptbewaffnung erhielt, und am 21. März 1940 den Bau der Royalist der verbesserten Untergruppe Bellona.

## Bewaffnung und Besonderheiten
Wie alle Einheiten der Dido-Klasse sollte auch die Bonaventure mit einer aus zehn 13,3-cm-Geschützen bestehenden Hauptbewaffnung versehen werden. Infolge von Produktionsengpässen wurde die Bonaventure jedoch nur mit acht 13,3-cm-Geschützen in vier Doppeltürmen fertiggestellt. Auf der oberen Turmposition achtern (Position X) wurde stattdessen ein älteres 10,2-cm-Geschütz zum Verschießen von Leuchtgranaten und ggf. auch zur Verstärkung der Flugzeugabwehr installiert. Dazu verfügte das Schiff über die geplante leichte Flugzeugabwehrbewaffnung mit zwei „Pom-Pom“-Vierlingslafetten seitlich des hinteren Schornsteins und zwei schweren Vierfach-Vickers-Maschinengewehren an der Rückseite des Brückenhauses. Dazu kamen noch zwei Dreifach-Torpedorohrsätze auf den Seiten des hinteren Schornsteins.

## Einsätze

### Zweiter Weltkrieg
Nach der Indienststellung Ende Mai 1940 wurde die Bonaventure der Home Fleet unterstellt. Ab dem 5. Juli 1940 sicherte sie die Passagierschiffe Sobieski, Monarch of Bermuda und Batory auf der Fahrt nach Kanada mit einer riesigen Goldladung (Teil der Operation Fish). Am 18. kehrte der Kreuzer von Halifax über Bermuda wieder nach Scapa Flow zurück und nahm am 25. den Dienst beim 15. Kreuzergeschwader (Flaggschiff Schwesterschiff Naiad, dazu Ajax) auf, das bei der Home Fleet die Zugangswege zu den britischen Inseln überwachte.

### Erste Einsätze
Während eines solchen Einsatzes wurde der Geleitzug WS-5A am Morgen des 25. Dezember 1940 durch den deutschen Schweren Kreuzer Admiral Hipper angegriffen. Beim Angriff auf den Konvoi wurden der Truppentransporter Empire Trooper (ex dt. Cap Norte, 13.994 BRT) und die Arabistan (5874 BRT) beschädigt. Zum Konvoi gehörten zehn Truppentransporter und zwölf Transportschiffe, die 13.800 Mann und Material für britische und neuseeländische Panzer-Einheiten nach Suez bringen sollten; dazu liefen die Flugzeugträger Furious und Argus als Flugzeugtransporter mit Ladungen für Takoradi im Konvoi mit. Neben der Bonaventure sicherten der Schwere Kreuzer Berwick und die alte Dunedin, sechs Zerstörer und vier Korvetten den Geleitzug, der sich zu seiner Sicherheit beim Angriff zerstreute. Der deutsche Kreuzer wechselte einige Salven mit der Berwick, zog sich dann aber trotz erzielter Treffer auf der Berwick wegen der Gesamtstärke der Sicherungskräfte und mangelndem Vertrauen in die eigene Maschinenanlage zurück.
Am 28. Dezember fing die Bonaventure den deutschen Blockadebrecher Baden (8.336 t) auf dem Weg von Teneriffa nach Frankreich circa 325 Seemeilen nordöstlich von Ponta Delgada auf den Azoren ab. Da auf Grund des schlechten Wetters eine Kaperung nicht möglich war, wurde die Baden auf der Position 43° 0′ N, 23° 50′ W durch einen Torpedo versenkt. 
Unmittelbar nach diesem Einsatz wurde die Bonaventure ins Mittelmeer abkommandiert.

### Mittelmeer
Vom 1. bis zum 3. Januar 1941 sicherte die Bonaventure die Zerstörer Duncan, Firedrake, Foxhound, Jaguar und Hero.
Die Zerstörer folgten einem Vichy-französischen Geleitzug von Casablanca nach Oran. Das aus dem Kombischiff Chantilly (9986 BRT), den Tankern Octane (1950 BRT) und Suroit (554 BRT), sowie dem dänischen Frachter Sally Maersk (3252 BRT) und einem bewaffneten Fischdampfer bestehende Geleit hatte unbehindert von den Briten die Straße von Gibraltar passiert. Die britischen Zerstörer stoppten den Konvoi vor Oran, wobei die Jaguar auf die Chantilly mit leichten Waffen schoss. Dabei kamen zwei Passagiere ums Leben, weitere wurden verletzt. Mit Prisenkommandos an Bord wurden die französischen und das dänische Schiff nach Gibraltar und dann nach Großbritannien gebracht. 

Daran schloss sich unmittelbar die Operation Excess, ein Versorgungskonvoi nach Malta, im Januar 1941 an. Die Bonaventure bildete mit den Zerstörern Jaguar, Hereward, Hero und Hasty die Force F benannte Nahsicherung des Konvois um das Motorschiff Essex (11.063 BRT) mit 4000 t Munition, 3000 t Saatkartoffeln und 12 Hurricane-Jägern für Malta und drei weiteren Frachtern für Piräus. 

Bis zum Skerki-Kanal hinter Bizerta sicherte die Force H mit der Ark Royal den Geleitzug. Am 9. Januar stieß die Force B mit den Leichten Kreuzern Gloucester und Southampton und den Zerstörern Ilex und Janus zum Geleit, die aus der Ägäis kommend am Vortag circa 500 Soldaten in Malta gelandet hatte. Gemeinsam wurden italienische Luftangriffe abgewehrt, wobei der Flugabwehrkreuzer drei Angreifer abschoss. Am 10. Januar griffen die italienischen Torpedoboote Circe und Vega südlich von Pantelleria den Konvoi Excess an. Bei der Abwehr des Angriffs wurde die Vega durch das Artilleriefeuer der Bonaventure und einen Torpedofangschuss der Hereward versenkt. Auf der Bonaventure fielen zwei Besatzungsmitglieder während des Feuergefechts. Das italienische U-Boot Settimo verfehlte die britischen Schiffe mit seinen Torpedos. Während die für Piräus bestimmten Frachter von Einheiten der aus Alexandria gekommenen Mittelmeerflotte übernommen wurden, lief Bonaventure mit der Force B und dem Transporter Essex dann Malta an. Die Force B lief schon am folgenden Tag wieder nach Alexandria aus, wurde von deutschen Sturzkampfbombern angegriffen, wobei die Southampton so schwer getroffen wurde, dass sie aufgegeben werden musste.
Die Bonaventure wechselte in Malta zum 15. Kreuzergeschwader der Mittelmeerflotte und verließ am 14. Januar mit den Kreuzern Perth und Orion sowie der Jaguar die Insel nach Alexandria. Von dort wurde sie im östlichen Mittelmeer eingesetzt.
Am 22. März erlitt der Flugabwehrkreuzer während eines erneuten Aufenthalts in Malta Schäden durch Beinahetreffer.

## Untergang
In der Folgezeit nahm die Bonaventure am Griechenlandfeldzug teil. Am 31. März wurde sie unter Capt. Henry Jack Egerton, RN, südlich von Kreta auf der Position 33° 20′ N, 26° 35′ O vom italienischen U-Boot Ambra torpediert, während sie einen Geleitzug auf dem Weg von Griechenland nach Alexandria eskortierte. 139 Besatzungsmitglieder starben beim Untergang des Schiffes.